# أ. غرين
أ. غرين (بالإنجليزية: A. J. Green)‏ (و. 1988  م) هو لاعب كرة قدم أمريكية، من الولايات المتحدة، يلعب كمستقبل واسع ‏.

## التعليم
تعلم في المدرسة الثانوية سامرفيل ‏.

## روابط خارجية
- أ. غرين على موقع مرجع كرة القدم المحترفة.كوم (الإنجليزية)
- أ. غرين على موقع كلية كرة القدم في سبورتس رفرنس.كوم (الإنجليزية)